# Papieska Rada ds. Środków Społecznego Przekazu
Papieska Rada ds. Środków Społecznego Przekazu (łac. Pontificium Consilium de Communicationibus Socialibus) – była dykasteria Kurii Rzymskiej. Rada zajmowała się problemami związanymi ze środkami masowego przekazu: prasą, radiem, telewizją, internetem itp.

## Historia
W styczniu 1948 Pius XII utworzył Papieską Komisję mającą zajmować się obserwowaniem oraz oceną moralną rozwijającego się kina. We wrześniu tego roku na mocy nowego statutu komisja otrzymała nową nazwę ds. Kinematografii religijnej i dydaktycznej. W 1952 ponownie zmieniono statut komisji i uzyskała ona nazwę: Komisji ds. Kinematografii. W 1959 Jan XXIII erygował Filmotekę Watykańską, która miała podlegać tej komisji. Podczas Soboru Paweł VI na mocy motu proprio "In fructibus Multis" utworzył Papieską Komisję ds. Środków Społecznego Przekazu. Papież Jan Paweł II w 1988 po reformie Kurii Rzymskiej na mocy konstytucji Pastor Bonus podniósł komisję do rangi Papieskiej Rady i nadał jej obecną nazwę.
W marcu 2016 została ona zniesiona przez papieża Franciszka. Jej kompetencje przejął Sekretariat ds. Komunikacji Stolicy Apostolskiej.

## Przewodniczący Rady
- arcybiskup Martin John O’Connor (30.01.1948 – 08.09.1971)
- biskup Agostino Ferrari Toniolo - jako pro-Przewodniczący (23.04.1969 – 08.09.1971)
- arcybiskup Edward Louis Heston C.S.C. (08.09.1971 – 02.05.1973)
- arcybiskup Andrzej Maria Deskur (09.1973 – 08.04.1984)
- arcybiskup John Patrick Foley (08.04.1984 – 27.06.2007)
- arcybiskup Claudio Maria Celli (27.06.2007 – 31.03.2016)